# 2009-es ázsia–óceániai ralibajnokság
A 2009-es ázsia–óceániai ralibajnokság 2009. április 10-én vette kezdetét és november 15-én végződött. A bajnokságot a címvédő ausztrál Cody Crocker nyerte.

## Versenynaptár
| Dátum            | Megnevezés                   | Helyszín             | Győztes*                     |
| ---------------- | ---------------------------- | -------------------- | ---------------------------- |
| Április 10–12.   | Rallye de Nouvelle Calédonie | Nouméa, Új-Kaledónia | nem ért célba bajnoki nevező |
| Május 9–10.      | Rally Queensland             | Imbil, Ausztrália    | Cody Crocker                 |
| Június 5–7.      | Rally of Whangarei           | Whangarei, Új-Zéland | Cody Crocker                 |
| Július 11–12.    | Hokkaidó-rali                | Hokkaidó, Japán      | Cody Crocker                 |
| Augusztus 15–16. | Maláj rali                   | Malajzia             | Cody Crocker                 |
| Október 3–4.     | Indonéz rali                 | Indonézia            | Cody Crocker                 |
| November 14–15.  | Kína-rali                    | Kína                 | Cody Crocker                 |

* A győztes versenyző nem feltétlen egyező az adott verseny abszolút győztesével. Itt a bajnoki értékelésben első helyezett versenyző neve van feltüntetve.

## A bajnokság végeredménye
| #  | versenyző        | Autó                  | 1. | 2. | 3. | 4. | 5. | 6. | 7. | Pontszám |
| -- | ---------------- | --------------------- | -- | -- | -- | -- | -- | -- | -- | -------- |
| 1. | Cody Crocker     | Subaru Impreza WRX    |    | 16 | 16 | 15 | 16 | 15 | 16 | 94       |
| 2. | Emma Gilmour     | Subaru Impreza WRX    |    | 7  | 9  | 7  | 11 | 7  | 12 | 53       |
| 3. | Tagucsi Kacuhiko | Mitsubishi Lancer Evo |    | 12 | 11 | 13 |    | 11 |    | 47       |
| 4. | Gaurav Gill      | Mitsubishi Lancer Evo |    | 6  |    | 1  | 2  | 3  |    | 12       |
| 5. | Brian Green      | Mitsubishi Lancer Evo |    | 4  | 5  |    |    |    |    | 9        |